# Hans Peter Hoch
Hans Peter Hoch (* 26. Juni 1924 in Aarau, Schweiz; † 16. Oktober 2011 in Baltmannsweiler, Deutschland) war ein Grafikdesigner, Typograf, Fotograf und Vertreter der konkreten Malerei.
Direkt nach Kriegsende ließ sich Hans Peter Hoch zum Reprografen ausbilden und studierte von 1946 bis 1949 an der Höheren Fachschule für das Grafische Gewerbe und der Bernsteinschule Sulz am Neckar in Stuttgart. HAP Grieshaber richtete in diesen Jahren an der Bernsteinschule Kurse für Typografie und Fotografie ein, um den Schülern den Weg in praktische Berufe zu ebnen.

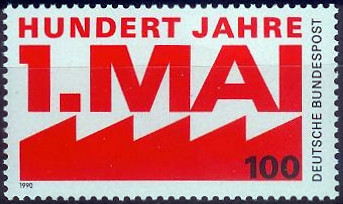
Briefmarke, Hans Peter Hoch, 1990

1950 gründete Hans Peter Hoch in Stuttgart das Büro für visuelle Kommunikation. „Als ich mich in den fünfziger Jahren selbständig machte, habe ich zuerst Schaufenster dekoriert. Vier Stück pro Monat in einem Haushaltswarengeschäft, für etwa 120,– Mark. Davon konnte ich damals leben – und eine Menge lernen. Dann gestaltete ich Prospekte für Industrieunternehmen.“
Hoch gestaltete Ausstellungskataloge, Plakate, Signets, Broschüren, Briefmarken und entwickelte das Corporate Design verschiedener Museen und Institutionen wie: das Hegelhaus in Stuttgart, die Georg Elser Gedenkstätte in Königsbronn, das Bert-Brecht-Haus in Augsburg, das Martin-Heidegger-Museum in Meßkirch und das Institut für Auslandsbeziehungen (ifa). 1973 gewann er den Plakatwettbewerb der Kieler Woche. 1983 war er für Entwurf und Visualisierung der Sonderausstellungen und Publikationen der Gedenkstätte Deutscher Widerstand Berlin verantwortlich.
Von 1977 bis 1982 malte er – Acryl auf Leinwand – unterschiedliche Serien von Form-Farb-Codierungen, Kombinationen mehrerer Farb- und Anordnungssysteme mit Überlagerungen. Diese freien, künstlerischen Arbeiten fanden ihren formalen Niederschlag in einem aus geometrischen Elementen entwickelten dynamische Plakat für die Leichtathletik-Europameisterschaften 1986 in Stuttgart. Hoch verband die freie künstlerische Arbeit mit der angewandten. Kunst und Design bildeten für ihn, wie auch für Anton Stankowski, eine Einheit und waren keine polarisierenden Standpunkte. 1988 erhielt er für sein Lebenswerk in Kunst und Design als dritter Preisträger die Auszeichnung der Stankowski-Stiftung.

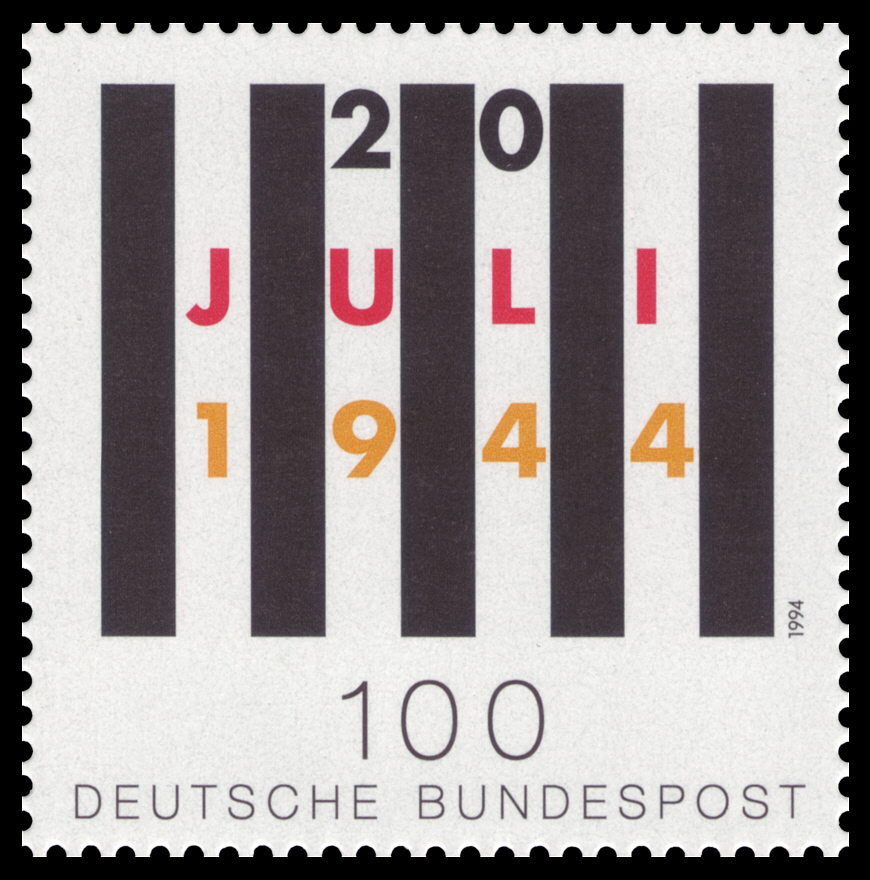
Briefmarke, Hans Peter Hoch, 1994

Als Briefmarkengestalter prägte er von 1979 bis 1989 die Serien der Sonderpostwertzeichen Für den Sport mit 20 realisierten Entwürfen für die Deutsche Bundespost.
Hans Peter Hoch war Mitglied der Alliance Graphique Internationale, im Deutschen Werkbund und im Verband Bildender Künstler. Das Land Baden-Württemberg verlieh ihm 1985 für seine herausragenden Leistungen im Bereich der Kunst den Ehrentitel eines Professors.